# Chambeshi

Sông Chambeshi là đoạn cực đông của đường màu đỏ.

Chambeshi, hay Chambezi, là một con sông tại đông bắc Zambia. Đây là đầu nguồn sông xa nhất của sông Congo (về chiều dài), do vậy cũng được coi là nguồn của sông chính. Tuy nhiên, xét về thể tích nước, sông Lualaba là nguồn lớn hơn của sông Congo. Sông Chambeshi chảy đến phía đông của Kasama.
Chambeshi bắt nguồn từ một dòng suối tại vùng núi phía đông bắc Zambia gần hồ Tanganyika ở độ cao 1.760 m so với mực nước biển. Sông chảy 480 km vào vùng đất ngập nước Bangweulu, một phần của hồ Bangweulu. Vào cuối mùa mưa, tức tháng 5, sông Chambeshi làm ngập vùng đất ngập nước và vùng đồng cỏ ngập nước phía đông nam. Dòng nước sau đó chảy ra khỏi vùng đất ngập nước và trở thành sông Luapula.
Với chiều dài trên 100 km, sông bao gồm một hệ thống các luồng nước hay kênh trong vùng đất ngập nước với chiều rộng khoảng 2 km, tại vùng bãi bồi rộng 25 km. Xa hơn về phía hạ lưu, có một cây cầu trên tuyến đường Kasama–Mpika và đường sắt Tazara, dòng chảy cố định rộng khoảng 100 m, và lên tới 400 m khi lũ lụt.